# LeetCode
LeetCodeは、コーディング面接準備のためのオンラインプラットフォームである。求職者やコーディング愛好家の間で人気を博している。

## 問題の特徴
問題のタグには、配列、文字列、2ポインタ、スタック、二分探索、スライディングウィンドウ、連結リスト、木構造 、トライ、バックトラック、ヒープ、キュー、グラフ、幅優先探索、深さ優先探索、動的計画法、貪欲法、ビット操作、データベース、数学などがある。
多くの問題において、時間計算量と空間計算量の考慮が必要。